# 리치 리스
리처드 벤저민 리스(Richard Benjamin Reese, 1941년 9월 29일~)는 미국의 프로 야구 선수로, 1964년부터 1973년까지 메이저 리그 베이스볼(MLB)의 미네소타 트윈스와 디트로이트 타이거스에서 1루수와 외야수로 뛰었다. 선수 시절 좌투좌타에 190cm, 83kg의 체격을 지녔다. 오하이오주 라이프식 태생이었으며, 오하이오주 데실러에 있는 데실러 고등학교를 다녔다.
디트로이트 타이거스 산하 마이너 리그 팀에서 프로 생활을 시작했으며, 메이저 리그에서의 마지막 해였던 1973년에 디트로이트 유니폼을 입고 59경기에 출전했다. 하지만 메이저 리그에서는 1962년 11월에 그를 드래프트로 영입한 미네소타 트윈스 소속으로만 통산 807경기에 출전하며 거쳐갔던 팀 중 가장 많은 경기를 소화했다. 1969년 시즌에는 132경기에 출전해 타율 .322, 16홈런, 69타점으로 가장 뛰어난 시즌을 보냈다. 1967년에는 13번 대타로 나서 아메리칸 리그에서 최다 대타 출전을 기록했다. 리스는 통산 대타 만루 홈런을 세 차례 기록하며 이 부문에서 메이저 리그 공동 최다 기록 보유자이기도 하다. 특히 1969년 8월 3일 경기에서 만들어낸 대타 만루 홈런은 당시 볼티모어 오리올스 투수 데이브 맥널리의 연승 기록을 17에서 멈추게 했다.
리스가 당했던 삼진 중에는 1968년 5월 8일 퍼펙트 게임을 완성한 캣피시 헌터가 잡아낸 마지막 아웃카운트와, 1973년 9월 27일 놀런 라이언이 샌디 쿠팩스가 1965년 기록했던 단일 시즌 최다 탈삼진 기록을 넘어서는 383번째 탈삼진 등이 있다.
리스는 메이저 리그 통산 10시즌 동안 866경기에 출전해 타율 .253(2,020타수 512안타), 248득점, 2루타 73개, 3루타 17개, 52홈런, 245타점, 158볼넷, 270삼진, 출루율 .312, 장타율 .384를 기록했다. 수비에서는 1루수와 외야수로 나서 통산 수비율 .992를 기록했다. 포스트시즌 경험으로는 1969년 아메리칸 리그 챔피언십 시리즈와 1970년 아메리칸 리그 챔피언십 시리즈에서 모두 5경기에 출전해 타율 .158(19타수 3안타), 2타점을 기록했다.
야구계에서 은퇴한 후에는 증류주 업계에 진출했으며, 일리노이주 시카고 교외에 위치한 디어필드에 본사를 두고 있는 짐빔 브랜드의 CEO로 재직하다 2003년에 은퇴했다.